# Records des Warriors de Golden State
Cette page liste les records de l'équipe et des joueurs des Warriors de Golden State depuis leur création en 1946.

## Records individuels en saison régulière
Légende: En Gras : joueurs encore en activité en NBA.

### En carrière
| Statistique             | Joueur        | Record |
| ----------------------- | ------------- | ------ |
| Matchs joués            | Stephen Curry | 1 026  |
| Points                  | Stephen Curry | 25 386 |
| Passes décisives        | Stephen Curry | 6 540  |
| Interceptions           | Stephen Curry | 1 553  |
| Total de rebonds        | Nate Thurmond | 12 771 |
| Contres                 | Adonal Foyle  | 1 137  |
| Tirs marqués            | Stephen Curry | 8 648  |
| 3 points inscrits       | Stephen Curry | 4 058  |
| Lancers francs inscrits | Paul Arizin   | 5 010  |
| Pertes de balles        | Stephen Curry | 3 187  |

### Sur un match
| Statistique                | Joueur           | Record | Date             |
| -------------------------- | ---------------- | ------ | ---------------- |
| Minutes                    | Sleepy Floyd     | 64     | 1er février 1987 |
| Points                     | Wilt Chamberlain | 100    | 2 mars 1962      |
| Paniers marqués            | Wilt Chamberlain | 36     | 2 mars 1962      |
| Paniers tentés             | Wilt Chamberlain | 63     | 2 mars 1962      |
| Paniers à 3 points réussis | Klay Thompson    | 14     | 29 octobre 2018  |
| Paniers à 3 points tentés  | Klay Thompson    | 24     | 29 octobre 2018  |
| Lancers francs réussis     | Wilt Chamberlain | 28     | 2 mars 1962      |
| Lancers francs tentés      | Wilt Chamberlain | 34     | 22 février 1962  |
| Rebonds défensifs          | Robert Parish    | 25     | 30 mars 1979     |
| Rebonds offensifs          | Larry Smith      | 16     | 23 mars 1986     |
| Total rebonds              | Wilt Chamberlain | 55     | 24 novembre 1960 |
| Passes décisives           | Guy Rodgers      | 28     | 14 mars 1963     |
| Interceptions              | Draymond Green   | 10     | 10 février 2017  |
| Contres                    | Manute Bol       | 13     | 2 février 1990   |
| Balles perdues             | Chris Mullin     | 13     | 31 mars 1988     |

## Records individuels en Playoffs

### En carrière
| Statistique             | Joueur         | Record |
| ----------------------- | -------------- | ------ |
| Matchs joués            | Draymond Green | 169    |
| Points                  | Stephen Curry  | 4 147  |
| Passes décisives        | Draymond Green | 1 020  |
| Interceptions           | Draymond Green | 258    |
| Total de rebonds        | Draymond Green | 1 457  |
| Contres                 | Draymond Green | 225    |
| Tirs marqués            | Stephen Curry  | 1 388  |
| 3 points inscrits       | Stephen Curry  | 650    |
| Lancers francs inscrits | Stephen Curry  | 721    |
| Pertes de balles        | Stephen Curry  | 516    |

### Sur un match
| Statistique                | Joueur                                    | Record | Date                                    |
| -------------------------- | ----------------------------------------- | ------ | --------------------------------------- |
| Minutes jouées             | Wilt Chamberlain Stephen Curry            | 58     | 27 mars 1968 6 mai 2013                 |
| Points                     | Wilt Chamberlain                          | 56     | 22 mars 1962                            |
| Paniers marqués            | Wilt Chamberlain                          | 24     | 14 mars 1960                            |
| Paniers tentés             | Wilt Chamberlain Rick Barry               | 48     | 22 mars 1962 18 avril 1967              |
| Lancers francs réussis     | Chris Mullin Stephen Curry                | 16     | 13 mai 1989 3 mai 2014                  |
| Lancers francs tentés      | Wilt Chamberlain                          | 22     | 22 mars 1962 31 mars 1962               |
| Paniers à 3 points réussis | Klay Thompson                             | 11     | 28 mai 2016                             |
| Paniers à 3 points tentés  | Stephen Curry Klay Thompson Stephen Curry | 18     | 23 avril 2015 28 mai 2016 30 avril 2023 |
| Rebonds défensifs          | Draymond Green                            | 15     | 20 mai 2018 13 juin 2019                |
| Rebonds offensifs          | Larry Smith                               | 12     | 12 mai 1987                             |
| Total rebonds              | Wilt Chamberlain                          | 38     | 24 avril 1964                           |
| Passes décisives           | Tim Hardaway                              | 20     | 14 mai 1991                             |
| Interceptions              | Rick Barry Tim Hardaway                   | 8      | 14 avril 1975 8 mai 1991 30 avril 1992  |
| Contres                    | George Johnson                            | 8      | 24 avril 1975                           |
| Balles perdues             | Kevin Durant                              | 9      | 15 avril 2019                           |

## Records de la franchise

### Sur une saison
| Statistique                    | Record | Moyenne par match          | Saison    |
| ------------------------------ | ------ | -------------------------- | --------- |
| Points marqués                 | 10 035 | 125,4 points / match       | 1961-1962 |
| Rebonds                        | 6 029  | 73,5 rebonds / match       | 1967-1968 |
| Passes décisives               | 2 491  | 30,4 passes / match        | 2016-2017 |
| Interceptions                  | 972    | 11,8 interceptions / match | 1974-1975 |
| Contres                        | 643    | 7,8 contres / match        | 1988-1989 |
| Tirs marqués                   | 3 917  | 49 tirs / match            | 1961-1962 |
| Tirs tentés                    | 8 929  | 111,6 tirs / match         | 1961-1962 |
| Pourcentage au tir             | 50,7%  | /                          | 1991-1992 |
| 3 points marqués               | 1 363  | 16,6 tirs / match          | 2022-2023 |
| 3 points tentés                | 3 540  | 43,2 tirs / match          | 2022-2023 |
| Pourcentage à 3 points         | 41,6%  | /                          | 2015-2016 |
| Lancers francs marqués         | 2 334  | 28,5 tirs / match          | 1967-1968 |
| Lancers francs tentés          | 3 207  | 39,1 tirs / match          | 1961-1962 |
| Pourcentage aux lancers francs | 81,5%  | /                          | 2017-2018 |
| Pertes de balles               | 1 716  | 20,9 pertes / match        | 1974-1975 |